# (23776) Gosset
(23776) Gosset (1998 QE) – planetoida z pasa głównego asteroid okrążająca Słońce w ciągu 4,34 lat w średniej odległości 2,66 j.a. Odkryta 17 sierpnia 1998 roku.